# Specifične učne težave
Z izrazom specifične učne težave (SUT) imenujemo raznoliko skupino primanjkljajev.

## Kategorije
Najpogostejše specifične učne težave so:
- disleksija
- disgrafija
- disortografija
- specifična težava črkovanja
- diskalkulija

V anglosaških državah ta definicija zavzema tudi:
- specifična jezikovna težava
- dispraksija
- težava poslušne obdelave
- težava neverbalnega razumevanja